# Juan Antonio Varese
Juan Antonio Varese (Montevideo, 11 de junio de 1942) es un escribano uruguayo, y además, periodista, fotógrafo, editor, e investigador sobre temas históricos así como sobre tradiciones populares  y sobre la formación de la identidad nacional. En lo profesional se dedicó muchos años a ejercer como escribano, siendo además un muy activo viajero, lo que mejoró y amplió su visión del mundo, imprimiendo un estilo especial a sus distintos emprendimientos.

## Biografía
Proveniente de una familia de notarios, cumplió la expectativa familiar al recibirse de escribano público en 1968, profesión que practicó por más de treinta años, dedicado al asesoramiento empresarial y de sociedades cooperativas.
Desde la niñez se mostró seducido por las aventuras. Primeramente las vivió a través de la lectura: Emilio Salgari, Robert L. Stevenson, Julio Verne, historias de descubridores, de conquistadores, y de viajeros; con el paso de los años apaciguó su sed de conocimientos aventureros, desarrollando una serie de actividades culturales y espirituales, que lo llevaron a recorrer lo largo y ancho del mundo.
Fue así como llegó a conocer muchas culturas, personas, y formas de vida, comenzando por Uruguay, para seguir luego con América del Sur, México, Caribe, Lejano Oriente, Europa clásica, el norte de África, Norteamérica, y aún más.
En 1980 participó de una beca para estudiar “Cooperativismo de Transporte” en Israel.
Sus inquietudes filosóficas lo llevaron al estudio de la “Historia de las Religiones”, curso dictado por la Universidad Católica del Uruguay Dámaso Antonio Larrañaga (UCUDAL), entre 1983 y 1984.
En atención a su necesidad de expresarse en imágenes, se vinculó al “Foto Club Uruguayo”, ejerciendo la presidencia de esa institución desde 1989 a 1991.
El interés en la preservación del pasado fotográfico no solo lo llevó a coleccionar daguerrotipos, postales con vistas de ciudades, y fotografías del siglo pasado, con especial acento en temas nacionales, sino que a su vez le permitió comenzar una minuciosa investigación sobre el pasado fotográfico uruguayo.
Debido a esta actividad se relacionó con los foto-historiadores argentinos Abel Alexander, Miguel Ángel Cuarterolo, y Juan Gómez, entre otros, pasando a integrar el “Capítulo Latinoamericano del Comité Ejecutivo Permanente de los Congresos de la Historia de la Fotografía en la Argentina”.
Dictó charlas sobre el valor patrimonial de la fotografía, en su carácter de socio del Icom Uruguay (International Council of Museums). 
Como ejemplo de su experiencia como fotógrafo, debe resaltarse que fueron sus fotos las que en muchos casos se utilizaron para la realización de audiovisuales sobre barrios y tradiciones de Montevideo ("Africandombe" y "Barrio Reus al Sur").
Su necesidad de expresión literaria lo llevó a frecuentar cursos de periodismo y literatura. Desde 1988 realizó investigaciones para suplementos culturales: "El Día" (sobre la vida y obra del pintor Alfredo De Simone), "El País de los Domingos" (sobre vida y obra de fotógrafos nacionales), revistas “Hoy es Historia” y “DesMemoria”, “Almanaque del Banco de Seguros del Estado”, y mensuario “Ciudad Vieja”, entre otras.
El mar, su gran fascinación, lo hizo interesarse en las historias de barcos hundidos. Empezó por fotografiar los restos que se ven sobre la costa, y luego pasó a rescatar las anécdotas y los testimonios de los lugareños, para continuar con la investigación documental sobre los naufragios.
Después de la publicación del libro "De naufragios y leyendas en las costas de Rocha", extendió su área de interés a los sucedidos en el Río de la Plata y el Atlántico Sur. Los lectores comenzaron a escribirle para aportar datos e informaciones, o para solicitar ampliación de algunos episodios.
Juan Antonio Varese, como escritor, más que los tesoros sumergidos persigue la riqueza anecdótica y folclórica de las historias a que dan lugar los barcos naufragados, los detalles de las tragedias, las pruebas de solidaridad demostrada en los rescates, y la épica gloria del Hombre cuando se enfrenta mano a mano con la naturaleza.
En su carácter de titular de la editorial “Torre del Vigía”, fomentó y publicó obras culturales y de interés histórico, entre las que en particular se destacan “Crónicas del Maldonado antiguo” de la profesora Florencia Fajardo Terán, “Viaje al país de las sombras” del licenciado Álvaro Cuenca, y “De Carlos Escayola a Carlos Gardel” del psicólogo Gonzalo Vázquez Gabor.
También ha dado charlas, disertaciones y conferencias sobre los más variados temas, en espacios culturales de diversas ciudades, como por ejemplo en la Biblioteca Amado Nervo, la Universidad ORT, el Yacht Club Uruguayo, la 'Academia Uruguaya de Historia Marítima y Fluvial', el 'Palacio Municipal' (todos en Montevideo), en 'ADID' (Durazno), en la 'Casa de Gobierno de Salto' (Salto), en el 'Centro Cultural de La Paloma' (Rocha), en el 'Museo Ralli', la 'Liga de Punta del Este', el 'Conrad Resort & Casino' (Punta del Este), en el 'Museo de Arte Americano' (Maldonado), entre muchos otros.

## Libros escritos por Juan Antonio Varese
- De naufragios y leyendas en las costas de Rocha (1993)[18][19]

- Las recetas del Valiza: Hacia una identidad gastronómica nacional (1994)[24]

- Viaje al Antiguo Montevideo: Retrospectiva gráfico–testimonial (1996, con Carlos Mencke Freire)[25]

- Memorias de José María Silva, el fotógrafo de Gardel (1997)[26]

- Memorias de Aguas Dulces: Barra de Valizas y Cabo Polonio (1997, con Humberto Ochoa Sayanés y Martha Dovat)[27]

- Historias y leyendas de la Isla de Flores (2000, con Eduardo Langguth)[28]

- Los Candombes de Reyes: Las Llamadas (2000, con Tomás Olivera Chirimini)[29]

- Rocha, Tierra de Aventuras (2001)[30]

- De las peripecias del artista César H. Bacle en las costas de Montevideo (2001)[31]

- Memorias del tamboril (2002, con Tomás Olivera Chirimini)[32]

- De náufrago a pionero: Maldonado y Punta del Este en el recuerdo (2003, con Henry William Burnett)[33][23]

- Faros del Uruguay (2005, con Alejandro Nelson Bertocchi Morán y otros)[34]

- Costas de Rocha (2005)[35]

- Costas de Maldonado (2005)[36]

- ADES: Medio Siglo de Salvamentos en Aguas Uruguayas (2005)[37]

- Costas de Colonia (2006)[38]

- Montevideo bajo bandera británica: Documentos, conferencias (2007)[39]

- Historia de la fotografía en el Uruguay: fotógrafos de Montevideo (2007)[40]

- Estampas del candombe (2008, con Ruben Darío Galloza)[15]

- Influencia británica en el Uruguay: Aportes para su historia (2010)[41][8]

- Gastronomía de las costas de Rocha (2010)[42][4]

- “Mercado del Puerto: historia, gastronomía y cultura en el corazón de Montevideo" (2010)[43][44]

- “Pocitos, fotografías e historias: del arroyo de las lavanderas a la modernidad” (2011)[45]

- La Compañía del Gas: una historia centenaria (2012)[46]

- A orillas del descubrimiento: San Salvador y sus dos fundaciones (2012, con Valerio Buffa Invernizzi y Alejo Cordero)[47]

- Los comienzos de la fotografía en Uruguay: El Daguerrotipo y su tiempo (2013)[9]

- Personajes y tertulias en cafés y bares de Montevideo (2018)[48]
- Artistas cronistas y viajeros en el Río de la Plata (2021)[49]
- Gastronomía regional uruguaya - Rocha (2023)[50]

## Libros editados por la editorial "Torre del Vigía" con activa participación en la edición de Juan Antonio Varese
- Cabo Polonio, Eduardo Langguth, 2000
- El Foro Rodelú: La tertulia virtual del Uruguay, autores varios, 2001

- El naufragio de la Vigilante, César Hipólito Bacle (2001)[51]

- Memorias del río Negro, Aurelio Piccone, 2002

- Crónicas del Maldonado antiguo, Florencia Fajardo Terán, 2002[52]

- Memorias de mi tierra, Sonia Ziegler, 2002

- Incendio y naufragio del Lord Clive, Alfredo Kunsch Oelkers, 2003

- Iberoamérica: Angustia del futuro, Enrique Méndez, 2003

- Cerca de la horca, Pablo Fucé, 2003

- La vida entre presos, Martín Mowszowicz, 2003

- Del Olimar al Plata, Alejandro Bertocchi, Juan P. Gilmes, 2004

- Una gesta heroica, Juan Carlos Luzuriaga, 2004

- La mercadera, Leonardo Rossiello, 2004

- Siete mares, Domingo F. De Souza, 2004

- Los capitanes del puerto de Montevideo, Carlos Bauzá Araújo, 2005

- Los pioneros de la naturaleza uruguaya, Daniel Skuk, 2005

- Cargueros del aire, Ricardo Zecca, 2005

- Canarios en la región de Maldonado, Daniel Delgado, 2005

- Naufragio del navío francés El Falmuth, Alfredo Koncke, 2005

- Escollera Sarandí, Pedro Risso, 2005

- Fui a enterrar un muerto, Román Presno, 2005

- Nombres y secretos de una costa encantada, Rosario Cardoso, 2006

- Gente rara, Leonardo Rossiello, 2006

- Buenos días, Uruguay, Jorge W. Canero, 2006

- Las mil millas del Gin Fizz, Gustavo Raña, 2006

- Conociendo el Uruguay desde el mar, autores varios, 2006

- La manzana de la discordia, Diego Téllez Alarcia, 2006

- El pirata Almeida, Jorge Frogoni Laclau, 2006

- La colonia británica de Montevideo y la Gran Guerra, Álvaro Cuenca, 2006

- Cuatro familias del siglo XIX, Beatriz Torrendell Larravide, 2007

- Punta del Este, más de 100 veranos, Alfredo Cairo Sola, 2007

- Viaje al re-Nacimiento y otros relatos, Miguel Gamarra, 2007

- La misión del Capitán Mahan en Montevideo, Francisco Valiñas, 2007

- Capitán, estamos a son de mar, Jorge Cardozo Pagano, 2007

- La Guerra Grande en Colonia, Sebastián Rivero Scirgalea, 2007

- Las batallas de Artigas, Juan C. Luzuriaga, Marcelo Díaz, 2011

- Un escribano y la Biblia, Carmelo Curbelo Soria, 2011

- La Paloma: De paseo por el cabo Santa María, Malvina Sánchez, 2012

- Viaje al país de las sombras, Álvaro Cuenca, 2012[53]

- De las sierras al mar, Raúl Olivera, 2012

- De Carlos Escayola a Carlos Gardel, Gonzalo Vázquez Gabor, 2013[54]

- Colonia del Sacramento, Vida cotidiana durante la ocupación portuguesa, Paulo Possamai, 2014

- Jack el Destripador: La leyenda continúa (reedición ampliada, en google libros),  Gabriel Pombo, 2015, ISBN 978 9974 99 868 1